# Monumento a Francesco Hayez
Il monumento a Francesco Hayez è una scultura in bronzo collocata a Milano in piazzetta Brera e inaugurata il 10 febbraio 1890 a memoria del celebre pittore veneziano. 

## Storia e descrizione
Nel 1884, due anni dopo la morte di Francesco Hayez (1791-1882), fu aperta una sottoscrizione per un monumento in sua memoria. Per la realizzazione fu incaricato lo scultore Francesco Barzaghi.
Il monumento riporta sul fronte l'epigrafe «FRANCESCO HAYEZ / MDCCCXC». Ai lati sono riportati due bassorilievi in bronzo con copie di due opere del pittore veneziano, Il bacio e Le veneziane (o La vendetta d'una rivale). Hayez è raffigurato a grandezza maggiore del vero all'impiedi e abbigliato con veste e copricapo da pittore; il capo è rivolto leggermente verso sinistra, come a guardare idealmente una tela che l'aratista stia dipingendo; nella mano sinistra porta tavolozza e pennelli, nella mano destra un unico pennello.
La statua venne scoperta domenica 10 febbraio 1890, settimo anniversario della morte di Hayez, con una cerimonia di onoranze in cui furono ricordati contemporaneamente Hayez, i pittori Tranquillo Cremona e Luigi Bisi e il conte Francesco Sebregondi, segretario dell'Accademia di Belle Arti. Alla cerimonia partecipò anche la vedova di Hayez, Angiolina Rossi.